# Neoplatyura kunashirensis
Neoplatyura kunashirensis är en tvåvingeart som beskrevs av Zaitzev 1994. Neoplatyura kunashirensis ingår i släktet Neoplatyura och familjen platthornsmyggor. Inga underarter finns listade i Catalogue of Life.